# 애플 A18
애플 A18(Apple A18)과 애플 A18 프로(Apple A18 Pro)는 애플이 설계한 64비트 ARM 기반 단일 칩 시스템(SoC)이다. TSMC의 3 nm 공정으로 생산되며 아이폰 16과 아이폰 16 프로 라인업에 사용된다.

## 디자인
애플 A18 및 A18 프로는 고성능 코어 2개와 에너지 효율 코어 4개를 갖춘 애플에서 설계한 64비트 ARMv9.2-A 6코어 CPU와 5코어(A18) 및 6코어(A18 Pro) GPU, 16코어 NPU를 탑재하고 있다. 둘 다 TSMC N3E(3nm FinFET)에서 생산되며 각각 90 mm2 및 105 mm2 크기다.

### CPU
애플은 새로운 A18 칩이 A16 바이오닉 칩이 탑재된 아이폰 15에 비해 CPU 성능이 최대 30%, A15 바이오닉 칩이 탑재된 아이폰 14에 비해 50% 더 빠르다고 주장한다 또한 A16 바이오닉 칩과 동일한 CPU 성능을 제공하면서도 전력 소모량은 30% 낮출 수 있다.

### GPU
A18 칩은 애플이 새롭게 설계한 5코어 GPU를 통합하여 이제 비 Pro 라인업에 하드웨어 가속된 레이 트레이싱 및 메시 셰이딩 지원 기능을 추가했다. 애플은 새로운 A18 칩이 A16 바이오닉 칩이 장착된 아이폰 15에 비해 GPU 성능이 최대 40% 더 빠르며 A16 바이오닉 칩과 동일한 GPU 성능을 제공하면서도 전력 소모량은 35% 낮출 수 있다고 주장한다.

## 같이 보기
- 애플 인텔리전스
- 애플 M4